# تن‌فروشی در کره شمالی
تن‌فروشی در کره شمالی غیرقانونی است و برای بازدیدکنندگان قابل مشاهده نیست. گزارش های ارائه شده توسط برخی از فراریان کره شمالی می گوید که مجموعه ای از زنان به نام کیپومجو تا سال ۲۰۱۱ سرگرمی های جنسی را برای مقامات عالی رتبه فراهم می کردند. در همین حال، برخی از زنان کره شمالی که به چین مهاجرت می کنند، به تن فروشی می پردازند.

## تن‌فروشی خصوصی
طبق ماده ۲۶۱ قانون مجازات، فحشا در صورت ارتکاب چند بار تا دو سال کار محکوم است.  به گفته هلن لوئیز هانتر، تحلیلگر سیا ، در دوران حکومت کیم ایل سونگ ، هیچ تن فروشی سازمان یافته ای وجود نداشت، اما برخی از فحشا همچنان به طور محتاطانه در نزدیکی ایستگاه های راه آهن و رستوران ها انجام می شد.  در حالی که فراریان در حال حاضر روسپیگری گسترده را گزارش می دهند، اما بازدیدکنندگان از کشور چنین چیزی را تجربه نمی کنند. 

## کی‌بوم‌جو
کی‌بوم‌جو مجموعه‌ای از گروه‌هایی متشکل از تقریباً ۲۰۰۰ زن و دختر است که توسط رئیس دولت کره شمالی به منظور ایجاد لذت، عمدتاً ماهیت جنسی، و سرگرمی برای حزب عالی‌رتبه کارگران کره نگهداری می‌شد، مقامات و خانواده های آنها و همچنین مهمانان محترم گهگاهی. فاحشه های آن به نام کی‌بوم‌جو ( 만족조 "تیم(های) رضایت") و به عنوان بخشی از کی‌بوم‌جو سازماندهی شده بودند، که از بین باکره های ۲۰ تا ۱۴ ساله فراخوانده شدند، حدود ۲۰ ماه آموزش دیدند، و اغلب "به آنها دستور داده شد با نگهبانان کیم جونگ ایل ازدواج کنند. یا قهرمانان ملی» وقتی ۲۵ سال دارند.
برای دختری که برای خدمت در کی‌بوم‌جو انتخاب شده بود، امتناع از آن غیرممکن بود، حتی اگر دختر یکی از مقامات حزب بود. کی‌بوم‌جو موظف به داشتن رابطه جنسی با مقامات عالی رتبه مرد بودند. خدمات آنها برای اکثر مردان کره شمالی در دسترس نبود.   
همه کی‌بوم‌جو به عنوان کارگر جنسی کار نمی کردند. سایر فعالیت‌های کی‌بوم‌جو ماساژ و آواز خواندن و رقصیدن نیمه برهنه بود.
کی‌بوم‌جو اندکی پس از مرگ کیم جونگ ایل در سال ۲۰۱۱ منحل شد، اگرچه در سال ۲۰۱۵ گزارش شد که جانشین او کیم جونگ اون در حال راه اندازی مجدد آن است. 

## قاچاق جنسی
کره شمالی منبعی برای زنان و کودکانی است که در معرض قاچاق جنسی قرار می گیرند. دفتر نظارت و مبارزه با قاچاق انسان در وزارت امور خارجه ایالات متحده، کره شمالی را به عنوان کشور " سطح ۳ " رتبه بندی می کند. 

### تن فروشی دختران کره شمالی در چین
برخی از زنان کره شمالی که به چین مهاجرت می کنند، داوطلبانه یا اجباری تن فروشی میکنند. به گفته کمیسیون تحقیق حقوق بشر سازمان ملل، هنگامی که این زنان به کره شمالی بازگردانده می شوند، سقط جنین اجباری و فرزندان نامشروع آنها در معرض کودک کشی قرار می گیرند.